# Ново-Село (община, Северная Македония)
Ново́-Село́ (макед. Општина Ново Село) — община в Северной Македонии. Расположена на востоке страны у границы с Болгарией и Грецией, пограничный стык трёх стран — гора Тумба. Население составляет 11 567 человек (2002 год).
Административный центр — село Ново-Село.
Площадь территории общины 237,83 км². Территория общины граничит:
- на северо-западе с общиной Босилово Северной Македонии;
- на севере с общиной Берово Северная Македония;
- на юго-западе с общиной Струмица Северной Македония;
- на востоке с общиной Петрич в Благоевградской области Болгарии;
- на юге с номом Серре в области Центральная Македония Греции.

Основная река — Струмица. В состав общины входят 16 населённых пунктов (сёл):
| Село           | Население, жителей |
| -------------- | ------------------ |
| Бадилен        | 3                  |
| Байково        | 2                  |
| Барбарево      | 62                 |
| Борисово       | 409                |
| Дражево        | 462                |
| Зубово         | 648                |
| Колешино       | 845                |
| Мокриево       | 1211               |
| Мокрино        | 748                |
| Ново-Конярево  | 934                |
| Ново-Село      | 2756               |
| Самоилово      | 348                |
| Смоларе        | 659                |
| Старо-Конярево | 611                |
| Стиник         | 58                 |
| Сушица         | 1811               |